# 168 a.C.

## Eventos
- Lúcio Emílio Paulo Macedônico, pela segunda vez, e Caio Licínio Crasso, cônsules romanos.
- Termina a Terceira Guerra Macedônica entre a República Romana e o Reino da Macedônia, de Perseu da Macedônia, com a derrota completa dos macedônios.
  - O comando da campanha é assumido pelo cônsul Lúcio Emílio Paulo, que derrota Perseu na Batalha de Pidna.
  - Sob o comando do pretor Lúcio Anício Galo, os romanos vencem Gêncio, rei dos ilírios e aliado de Perseu, na Terceira Guerra Ilírica.